# رولاند غلادو
رولاند غلادو هو لاعب كرة قاعدة كندي، ولد في 10 مايو 1911 في مونتريال في كندا، وتوفي في 26 يوليو 1994.

## وصلات خارجية
- رولاند غلادو على موقعبيزبول رفرنس.كوم (الدوري الرئيسي) (الإنجليزية)
- رولاند غلادو على موقعبيزبول رفرنس.كوم (الدوري الثانوي) (الإنجليزية)
- رولاند غلادو على موقع جمعية أبحاث البيسبول الأمريكية (الإنجليزية)